# Ludwik Gietyngier
Ludwik Roch Gietyngier (ur. 16 sierpnia 1904 w Żarkach, zm. 30 listopada 1941 w KL Dachau) – polski duchowny katolicki, błogosławiony Kościoła katolickiego.

## Życiorys
Syn Władysława i Józefy z domu Maślankiewicz. Po zakończeniu studiów na wydziale filozoficzno-teologicznym Seminarium Duchownego w Kielcach, przyjął na Jasnej Górze, z rąk bpa Teodora Kubiny święcenia kapłańskie (25 czerwca 1927 roku).
Tytuł magistra teologii uzyskał za pracę: Parafia świętego Zygmunta w Częstochowie pod rządami 00. Paulinów, na Uniwersytecie Jagiellońskim (1929).
W następnych latach prowadził działalność dydaktyczną w szkołach diecezji częstochowskiej, jako katecheta i przygotowywał na UJ pracę doktorską:  Dzieje dekanatu częstochowskiego pod zaborem rosyjskim.
Od 1929 do 1934 r. był wikariuszem parafii św. Trójcy i prefektem szkół w Będzinie.
Pełnił obowiązki kościelnego asystenta Koła Związku Inteligencji Katolickiej, moderatora II Sodalicji Pań Nauczycielek pod wezwaniem Matki Boskiej Różańcowej i św. Teresy od Dzieciątka Jezus (w Częstochowie).
Po wybuchu II wojny światowej został aresztowany 6 października 1941 r. i trafił do obozu przejściowego w Konstantynowie k. Łodzi, a następnie 30 października znalazł się w niemieckim obozie koncentracyjnym Dachau, zarejestrowany jako numer 28288.
Męczeńska śmierć przyszła po miesiącu pobytu w obozie z rąk obozowego oprawcy.
Beatyfikowany przez papieża Jana Pawła II w Warszawie 13 czerwca 1999 w grupie 108 polskich męczenników.

## Upamiętnienie
Dla uczczenia pamięci błogosławionego w Siewierzu jedna z ulic nosi jego imię. Został też patronem publicznej szkoły podstawowej w Łagiewnikach w gminie Czarnożyły w województwie łódzkim. W 2000 roku, w centrum Żarek, zbudowano pomnik błogosławionego ks. Ludwika Gietyngiera, na placu jego imienia.